# Pisanica
Písanica ali pirka (znanstveno ime Serranus scriba) je morska riba iz družine zobčastih ostrižev (Serranidae).
Ime so te ribe dobile po pisani pigmentaciji, ki je posebej izrazita pri spolno zrelih ribah. Po smrti ta pigmentacija povsem zbledi. Latinsko ime scriba je ta riba dobila po pisavi podobnemu vzorcu na škržnem poklopcu teh rib. Osnovne barve pisanice so modra, rdeča in rumena, ki se prepletajo z rjavimi pokončnimi progami na svetli podlagi. Na sredi trebuha imajo svetlo modro do modrovijolično pego. Tudi plavuti so pisane v vseh osnovnih barvah.
Pisanice so pogoste ribe obalnega pasu Sredozemlja, pogoste pa so tudi v Jadranskem morju, kjer jih najdemo ob obali z različno poraslostjo. Tako jo najdemo na kamnitih, peščenih in poraščenih tleh od 5 do 20 m globoko. Osnovna hrana teh rib, ki zrastejo povprečno okoli 20 cm so drobne morske živalice. 
Značilnost pisanic je hermafrodizem. Isti osebki so tako samci kot samice, do samooploditve pa ne more priti, ker zorita oba dela skupne spolne žleze v različnih časovnih obdobjih.
Gospodarskega pomena ta ribja vrsta nima, je pa zanimiva riba za športni ribolov, neredko pa zaide tudi v vrše. Meso je belo, mehko in okusno, vendar je polno drobnih kosti, velik del pa odpade na glavo in rep, tako da so priljubljene samo velike ribe te vrste. Največ jo pripravljajo v brodetu ali ribjih juhah.